# Бекетово (городской округ Клин)
Бекетово — деревня в городском округе Клин Московской области России.

## География
Деревня расположена на северо-западе Московской области, в центральной части городского округа Клин, у северной окраины города Высоковска, высота центра над уровнем моря — 194 м. В деревне пять улиц. Связана автобусным сообщением с Клином и Высоковском. Ближайшие населённые пункты — Масюгино на северо-востоке, Горки и Румяново на севере, Шипулино на западе.

## История
В середине XIX века сельцо Бекетово 2-го стана Клинского уезда Московской губернии принадлежало гвардии капитану Дмитрию Фёдоровичу Леонтьеву, в деревне было 12 дворов, крестьян 50 душ мужского пола и 66 душ женского.
В «Списке населённых мест» 1862 года — владельческая деревня 1-го стана Клинского уезда по правую сторону Волоколамского тракта, в 20 верстах от уездного города и 10 верстах от становой квартиры, при колодцах, с 15 дворами и 101 жителем (44 мужчины, 57 женщин).
В 1899 году входила в состав Селинской волости Клинского уезда, проживало 157 человек.
По материалам Всесоюзной переписи населения 1926 года — деревня Полушкинского сельсовета Владыкинской волости Клинского уезда в 2,1 км от Клинско-Волоколамского шоссе и 1,6 км от станции Высоково Октябрьской железной дороги; проживал 201 человек (92 мужчины, 109 женщин), насчитывалось 47 хозяйств, из которых 29 крестьянских.

### Административно-территориальная принадлежность
- 1994—1995 гг. — деревня Масюгинского сельского округа Клинского района Московской области[10];
- 1995—2006 гг. — деревня Шипулинского сельского округа Клинского района Московской области[10];
- 2006—2017 гг. — деревня городского поселения Высоковск Клинского района Московской области[11];
- с 2017 г. — деревня городского округа Клин Московской области[12].

## Население
| 1852 | 1859 | 1890 | 1899 | 1926 | 2002 | 2006 | 2010 |
| ---- | ---- | ---- | ---- | ---- | ---- | ---- | ---- |
| 116  | ↘101 | ↗125 | ↗157 | ↗201 | ↘40  | ↗42  | ↗45  |

## Известные уроженцы, жители
- Королёва, Вера Николаевна (род. 1914) — Герой Социалистического Труда.

## Инфраструктура
Личное подсобное хозяйство с зоной сельскохозяйственного использования, индивидуальная застройка усадебного типа.

## Транспорт
Автобусное сообщение. Остановка общественного транспорта «Бекетово».